# Berchidda
Berchidda (sardinsky: Belchìdda, Bilchìdda) je italská obec (comune) v provincii Sassari v regionu Sardinie. Nachází se ve výšce 290 metrů nad mořem a má přibližně 2 600 obyvatel. Rozloha obce je 201,88 km².